# Neolophonotus floccus
Neolophonotus floccus là một loài ruồi trong họ Asilidae. Neolophonotus floccus được Londt miêu tả năm 1987. Loài này phân bố ở vùng nhiệt đới châu Phi.